# 小平市立上宿小学校
小平市立上宿小学校（こだいらしりつかみじゅくしょうがっこう）は、東京都小平市小川町1丁目にある公立小学校である。1980年4月1日（昭和55年）に開校した。

## 沿革
- 1980年（昭和55年）
  - 4月1日 - 初代校長・二井淳夫着任。
  - 7月2日 - 11学級・児童数424名、教職員23名で開校。
- 1981年（昭和56年）
  - 1月8日 - 校章制定。
  - 2月18日 - 校歌制定。
- 1982年（昭和57年）11月18日 - プールが落成し、プール開き式典挙行。
- 1987年（昭和62年）4月1日 - 理科実験・観察池完成。
- 1989年（平成元年）4月1日 - 開校十周年記念式典挙行し、記念植樹を行った。
- 1999年（平成11年）4月1日 - 開校二十周年記念式典挙行。
- 2000年（平成12年）4月1日 - パソコン教室完成（パソコン6台）。
- 2002年（平成14年）2月9日 - パソコンルーム改修（パソコン20台設置）。
- 2004年（平成16年）4月1日 - 温水シャワー・床等のプール改修工事。
- 2009年（平成21年）1月23日 -  耐震補強と校舎・体育館改修の両工事。
- 2010年（平成22年）4月1日 - 開校三十周年記念式典挙行。
- 2014年（平成26年） - この年から2017年（平成29年）までの4年間、東京都オリンピック・パラリンピック教育推進校。
- 2017年（平成29年） - 上宿小キャラクター制定。
- 2019年（令和元年）12月1日 - 開校四十周年記念行事（記念式典・記念集会・ニコニコの庭・記念歌）開催。
- 2020年（令和2年）6月15日 - 新型コロナウイルス感染拡大による緊急事態宣言発出により臨時休校となっていた学校が再開。
- 2021年（令和3年）
  - 4月 - GIGAスクール構想により、一人1台タブレット端末配布。
  - 9月21日 - ホームページをリニューアル。

## 教育目標
○やさしい子
◎かしこい子
○がんばる子
○じょうぶな子

## 児童数
1学年60人程で6学年で350人～400人程である

## 通学区域
出典
- 中島町（全域）
- 小川町1丁目（73番地～422番地、2488番地～2598番地）
- 栄町1丁目（全域）

## 進学先中学校
出典
- 小平市立小平第五中学校

## 交通
西武鉄道拝島線東大和市駅より徒歩10分。